# Julius Grauenhorst
Julius Grauenhorst (* 1. Oktober 1875 in Göttingen; † 12. Oktober 1966 in Fleckenberg-Jagdhaus) war ein deutscher Kaufmann und Manager in der Montanindustrie.

## Leben
Julius Grauenhorst wurde als Sohn des königlich preußischen Stationsvorstehers Friedrich Grauenhorst als sechstes von acht Kindern in Göttingen geboren. Nach dem Schulbesuch in Göttingen und Hameln erlernte er ab 1889 in vier Jahren den Beruf des Industriekaufmanns in Hameln.
Nach der Jahrhundertwende war Grauenhorst als Buchhalter und Einkäufer für das Stahlwerk Osnabrück, die Georgsmarienhütte sowie die Zeche Piesberg und die Zeche Werne tätig.
Um rasch weitere Erfahrungen sammeln zu können, wechselte er über das Stahlhandels-Unternehmen der Familie Ravené, der sogenannten „Eisenkönige“ von Berlin, mit Filiale in Hannover, zur Eisenwarenhandlung von Georg von Cölln mit Sitz in Hannover als Filialleiter in Köln.
Ab dem 1. Oktober 1904 war er als Vorstand der Einkaufsleitung des Lothringer Hüttenvereins Aumetz-Friede im lothringischen Kneuttingen (Knutange) tätig, ab 1910 hatte er Prokura.
In Kneuttingen hatte Grauenhorst seine erste Begegnung mit dem Montanunternehmer Peter Klöckner, dessen rechte Hand er später wurde. Klöckner holte Grauenhorst, der an der Vereinigung der Fentscher Hütte mit dem Lothringer Hüttenverein Aumetz-Friede zum Lothringer Hütten- und Bergwerksverein und an der Sanierung dieses Konzerns mitgewirkt hatte, zum 1. Januar 1914 nach Rauxel, um die von Klöckner erworbenen Steinkohlen-Zechen Victor und Ickern zu leiten.
Spätestens seit dem Zeitpunkt, an dem Grauenhorst in Rauxel sesshaft wurde, traf Klöckner keine großen Entscheidungen ohne den Rat und die Mitwirkung seines Vertrauten. Ohne rangmäßige Hervorhebung war er „nur“ Direktor der Rauxeler Zechen.
An der Seite Klöckners trug Julius Grauenhorst dazu bei, dessen Unternehmen im Jahr 1923 zur Klöckner-Werke AG zusammenzuschließen.
Ohne formelle Ernennung war Julius Grauenhorst der erste Mann im Vorstand. Einmal oder zweimal in der Woche erstattete Grauenhorst Klöckner auf Haus Hartenfels Bericht, bis der Sitz der Gesellschaft (und damit auch Grauenhorsts Arbeitsplatz) nach Duisburg verlegt wurde.
Der Tod Peter Klöckners setzte der Zusammenarbeit ein Ende. Sie hatte über den Tag hinaus gedauert, an dem Julius Grauenhorst Anfang 1940 nach Erreichen der Altersgrenze aus dem Vorstand ausgeschieden war. Weiterhin im Aufsichtsrat tätig, kehrte er nach dem Zweiten Weltkrieg noch einmal für kurze Zeit in die verwaiste Führung der Klöckner-Werke zurück. Dem Aufsichtsrat gehörte er bis 1958 an.
Grauenhorst starb am 12. Oktober 1966 in seiner Wahlheimat im Hochsauerland und fand seine letzte Ruhe in Fleckenberg.
Sein Sohn war der in Jagdhaus ansässige Künstler Hinrich Grauenhorst.